# Conacul Brătășanu din Poiana
Conacul Brătășanu din Poiana este un ansamblu de monumente istorice aflat pe teritoriul satului Poiana, comuna Radomirești. În Repertoriul Arheologic Național, monumentul apare cu codul 128515.01.
Ansamblul este format din șase monumente:
- Conacul Brătășanu (cod LMI OT-II-m-B-08992.01)
- Biserică (cod LMI OT-II-m-B-08992.02)
- Ghețărie (cod LMI OT-II-m-B-08992.03)
- Beciuri (cod LMI OT-II-m-B-08992.04)
- Grajd (cod LMI OT-II-m-B-08992.05)
- Castel de apă (cod LMI OT-II-m-B-08992.06)